# The Big Sleep (1946)
The Big Sleep is een Amerikaanse film noir uit 1946 onder regie van Howard Hawks. Het scenario is gebaseerd op de gelijknamige misdaadroman uit 1939 van Raymond Chandler.

## Verhaal
Privédetective Philip Marlowe krijgt van generaal Sternwood de opdracht om zijn jongste dochter Carmen in de gaten te houden. Carmen is in slecht gezelschap terechtgekomen. Marlowe komt erachter dat de problemen te maken hebben met de verdwijning van een bediende van Sternwood, die een verhouding had met de vrouw van een misdadiger. Marlowe wordt verliefd op Vivian, de oudere zus van Carmen. Zij wil aanvankelijk niets van Marlowe weten, maar legt aan het eind van de film haar lot in de handen van Marlowe.

## Rolverdeling
| Acteur           | Personage               |
| ---------------- | ----------------------- |
| Humphrey Bogart  | Philip Marlowe          |
| Lauren Bacall    | Vivian Rutledge         |
| John Ridgely     | Eddie Mars              |
| Martha Vickers   | Carmen Sternwood        |
| Dorothy Malone   | Meisje in de boekhandel |
| Peggy Knudsen    | Mona Mars               |
| Regis Toomey     | Bernie Ohls             |
| Charles Waldron  | Generaal Sternwood      |
| Charles D. Brown | Norris                  |
| Bob Steele       | Lash Canino             |
| Elisha Cook jr.  | Harry Jones             |
| Louis Jean Heydt | Joe Brody               |
| Sonia Darrin     | Agnes Lowzier           |

## Complex verhaal
Het verhaal van de film is bijzonder ingewikkeld en wel zodanig dat regisseur Howard Hawks aan een van de scenarioschrijvers vroeg of chauffeur Owen Taylor nu vermoord was of zelfmoord had gepleegd. Scenarioschrijver Faulkner gaf toe dat hij het evenmin wist en besloot contact op te nemen met Raymond Chandler, de schrijver van het boek. Chandler wist het evenmin.
De complexiteit van de film wordt eveneens verklaard doordat bepaalde zaken uit het boek niet in de film voorkomen, waardoor het verhaal minder goed te begrijpen is. Zo wordt in de film geen gewag gemaakt van homoseksuele bendeleden en de clandestiene porno-industrie.